# Andrea Masiello
Pour les articles homonymes, voir Masiello.
Andrea Masiello (né le 5 février 1986 à Viareggio, dans la province de Lucques, en Toscane) est un footballeur italien évoluant au poste de défenseur au FC Südtirol.

## Biographie
Andrea Masiello fait ses premières armes dans le club de sa ville, la Lucchese, dès l'âge de 12 ans. C'est Osvaldo Jaconi qui le fera débuter chez les professionnels à 17 ans lors de la saison 2002-03, alors que le club évolue en Serie C1 : d'abord dans un match de Coupe d'Italie de Serie C, avant de le faire débuter en championnat le 9 février 2003 lors d'un match contre le Spezia. Ce sera son unique match de la saison en championnat.
À l'été 2004, il est acheté par la Juventus FC. Le club le place dans ses équipes de jeunes. Il gagne avec celles-ci le Torneo di Viareggio en 2004 et 2005, dans le stade de sa ville de naissance. Son père, ancien footballeur, avait remporté le même tournoi en 1975 avec le maillot du SSC Naples. S'il ne joue pas dans l'équipe première lors de la saison 2003-04, Masiello va pouvoir avoir la chance de débuter en Serie A lors de la saison 2004-05, le 20 avril 2005 exactement, à 19 ans, dans un match de championnat contre l'Inter de Milan. Le club turinois termine 1e mais son titre est révoqué. Andrea Masiello commence à être sélectionné dans les équipes nationales de jeunes.
Afin d'accumuler de l'expérience, il est prêté lors de la saison 2005-06 à l'US Avellino, en Serie B. Là, Masiello trouvera une place de titulaire (41 matchs) et marquera son premier but en tant que professionnel. Le club, 18e, est relégué au terme des play-off, perdus contre l'UC Albinoleffe (0-2, 3-2). Au terme de sa première saison pleine, il passe en copropriété à l'AC Sienne en Serie A. Après une première saison où il ne voit pas un brin d'herbe, il passe en copropriété au Genoa CFC en Serie B lors du mercato d'hiver, dans l'opération qui amènera Domenico Criscito à la Juventus FC la saison suivante. Masiello, jouera 15 matchs, très peu en tant que titulaire, mais participe à la remontée du club dans l'élite (3e). Le club étant lié à plusieurs clubs, c'est le Genoa CFC qui va faire l'enchère la plus haute pour conserver le joueur et qui va donc posséder le contrat du joueur à 100 %.
La saison 2007-08 de Masiello ne commence qu'à la toute fin d'octobre à cause d'une blessure qui l'a tenu éloigné des terrains. Toutefois, il ne joue que 4 matchs lors de cette première partie de saison, inscrivant un but contre l'Empoli FC. Le retour momentané de Domenico Criscito au Genoa CFC, en prêt, lui bouche définitivement la possibilité de jouer avec continuité. Il est alors prêté, en copropriété avec option pour la seconde moitié, en janvier 2008 à l'AS Bari. Il va très vite s'imposer à l'AS Bari et s'impose en tant que titulaire. Il joue 20 matchs et l'équipe termine 11e. Heureux de ses prestations, l'AS Bari renouvèle le prêt avec toujours la copropriété sur le joueur. La saison suivante sera celle de la confirmation pour Masiello qui participe activement à la victoire finale de l'AS Bari en Serie B en jouant 39 matchs. Au terme de la saison, le club rachète la moitié de son contrat au Genoa CFC et s'adjuge l'intégralité du joueur. Totalement confiant en son défenseur, souvent employé comme latéral, Andrea Masiello est titulaire avec l'AS Bari en Serie A : avec ses 36 matchs, il est l'un des joueurs les plus utilisés par Giampiero Ventura. Il s'offre aussi 2 buts, ses premiers dans l'élite, le premier contre l'AC Sienne le 29 novembre 2009 (2-1), le second contre le Parme FC (1-1). L'équipe termine à une excellente 10e place.

## Affaire des matchs truqués dite "Calcio Scommesse"
Lors de l'interrogatoire du joueur de Plaisance Carlo Gervasoni, arrêté dans l'enquête du "Calcio Scommesse" sortent les noms des personnes suivantes : Andrea Masiello, Daniele Padelli, Simone Bentivoglio, Alessandro Parisi et Marco Rossi pour le prétendu trucage du match Palerme - Bari  du 7 mai 2011.

## Palmarès
- Champion de Serie B en 2009 avec l'AS Bari.